# قرار مجلس الأمن التابع للأمم المتحدة رقم 136
قرار مجلس الأمن التابع للأمم المتحدة رقم 136، الذي اعتمد في 31 مايو 1960، بعد النظر في طلب الجمهورية التوغولية للانضمام إلى عضوية الأمم المتحدة، أوصى المجلس الجمعية العامة بقبول الجمهورية التوغولية.
وقد وافق جميع أعضاء المجلس الـ11 على القرار بالإجماع.